# Principato di Ratzeburg
Il principato di Retzeburg fu uno Stato secolare creato nel nord della Germania ed affidato dapprima alla gestione del Meclemburgo-Schwerin e poi del Meclemburgo-Strelitz al quale rimase annesso sino alla caduta delle monarchie tedesche nel 1918.

## Storia

### 1648-1815
Il principato di Retzeburg venne creato dalla secolarizzazione del vescovato di Ratzeburg, prevista dalla pace di Vestfalia del 1648 alla fine della guerra dei Trent'anni. Il dominio fu subito concesso ai duchi di Meclemburgo-Schwerin che ne erano stati gli amministratori durante il periodo nel quale il vescovato era divenuto di fede luterana. Questa concessione ai duchi locali era stata motivata dalla cessione che questi avevano fatto al regno di Svezia delle città di Wismare, Neukloster e dell'Isola di Poel.
A differenza di altre zone del territorio dei duchi di Meclemburgo, in accordo al passato storico dell'area, non vi esisteva la servitù della gleba né proprietari terrieri: l'economia del principato si basava su un'associazione di liberi agricoltori che aveva sede nella capitale di Ratzeburg.
Quando nel 1701 venne fondato il ducato di Meclemburgo-Strelitz indipendente da quello di Meclemburgo-Schwerin, il duca Adolfo Federico I riuscì ad annettervi anche alcuni territori supplementari come la signoria di Stargard ed il principato di Retzeburg: quest'ultimo, tuttavia, si trovava a circa 200 km dal ducato di Meclemburgo-Strelitz e ne rappresentava un'exclave. Dal momento che l'amministrazione di Retzeburg si dimostrava complessa da una distanza così considerevole, il principato godette sempre di una certa autonomia amministrativa rispetto al resto dello Stato e poteva detenere autorità locali indipendenti dal resto del ducato. La cattedrale ed il palazzo dei vescovi ad esempio erano territorialmente parte del principato, ma la città e i dintorni dipendevano dal ducato di Sassonia-Lauenburg.
Durante la Grande guerra del Nord il principato fu devastato dalle truppe danesi che avevano occupato anche il possedimento svedese di Wismar. Uguale sorte toccò al principato durante le guerre napoleoniche del 1806-1814 quando venne devastato dalle truppe prussiane e francesi.

### 1815-1918

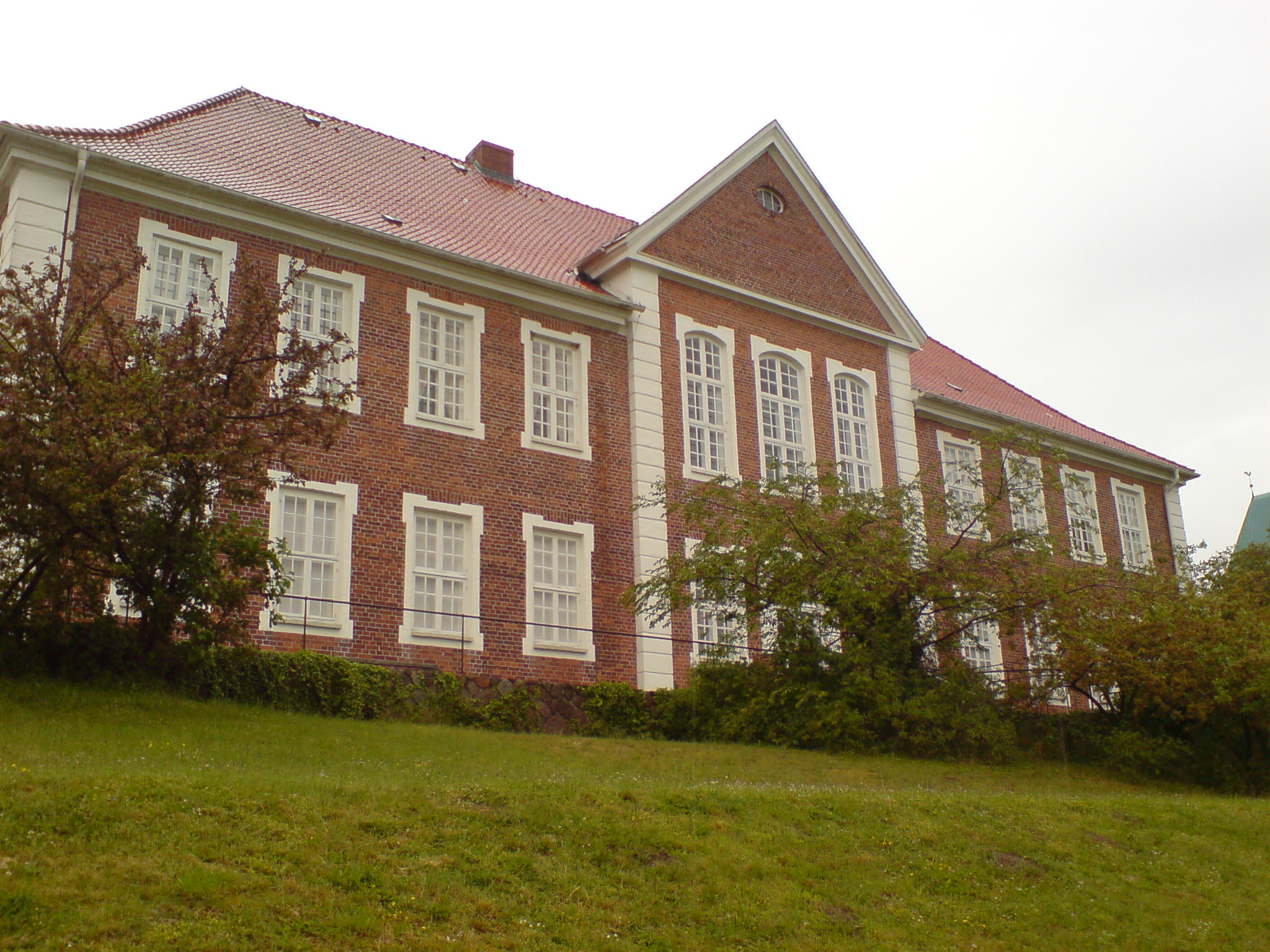
Residenza dei duchi di Meclemburgo-Strelitz a Ratzeburg

Il principato di Ratzeburg venne interessato relativamente poco dal movimento democratico del Vormärz e dalla rivoluzione che attraversò la Germania nel 1848-49, anche per via della sua solida economia.
I rappresentanti del principato fecero domanda per ottenere una costituzione, che venne loro più volte negata: dopo il 1848 Ratzeburg era il solo territorio in Germania a non avere ancora una costituzione.
L'ingresso del principato nella Confederazione germanica avvenne in modo automatico, quando decise di aderirvi il granducato di Meclemburgo-Strelitz. La costituzione continuò ad essere richiesta con altre petizioni al granduca e nel 1867 con una petizione inviata al consiglio federale della Confederazione tedesca del Nord "per chiedere al governo del Meclemburgo di concedere una costituzione al principato di Retzeburg dal momento che questo è richiesto anche dall'articolo XIII della costituzione della Confederazione tedesca". Il consiglio federale tardò a dare una risposta precisa su questa questione, ma il 6 novembre 1869 il graduca Federico Guglielmo, autonomamente, concesse una costituzione al principato, incontrando però la resistenza di una parte della cittadinanza che avrebbe voluto un documento più democratico e favorevole alla classe numerosissima degli agricoltori.
Nel 1870 i cittadini denunciarono la costituzione al consiglio federale, citando l'articolo 76 comma 2 della costituzione, ma il 1º maggio il consiglio federale respinse la richiesta e gli agricoltori e i cittadini del principato boicottarono sistematicamente le riunioni del parlamento da poco istituito, rendendolo così incapace di amministrare lo Stato. Il primo quorum venne raggiunto solo nel 1906.
Dopo questo travagliato periodo emerse anche il progetto di unificare la costituzione nazionale del Meclemburgo-Strelitz con quella del principato di Ratzeburg al fine di uniformare le leggi e i trattamenti, ma con lo scoppio della prima guerra mondiale il progetto si arenò e quando la casata di Meclemburgo-Strelitz dovette abbandonare il trono nel 1918 assieme alle altre monarchie tedesche, il principato venne denominato "territorio di Ratzeburg" e venne assimilato al Libero Stato di Meclemburgo-Strelitz.

## Il territorio
Il territorio del principato di Ratzeburg coincideva con quello del precedente principato vescovile a cui faceva capo il palazzo del vescovo che, assieme alla cattedrale, dominava l'intera area. Lo Stato era abitato da circa 20.000 abitanti concentrati negli abitati principali tra cui spiccavano le città di Schönberg, vera capitale principesca, e un distretto di Ratzeburg (fino al 1803) ed i villaggi di Panten, Horst e Walksfelde.

## Principi di Ratzeburg

### Dinastia di Meclemburgo-Schwerin (1648-1701)
- Adolfo Federico I 1648-1658
- Cristiano Ludovico I 1658-1692
- Federico Guglielmo 1692-1701

Passaggio del territorio al ducato di Meclemburgo-Strelitz

### Dinastia di Meclemburgo-Strelitz (1701-1918)
- 1701-1708: Adolfo Federico II
- 1708-1752: Adolfo Federico III
- 1752-1794: Adolfo Federico IV
- 1794-1816: Carlo II
- 1816-1860: Giorgio
- 1860-1904: Federico Guglielmo
- 1904-1914: Adolfo Federico V
- 1914-1918: Adolfo Federico VI
- 1918: Federico Francesco IV, granduca di Meclemburgo-Schwerin